# Ампудии
Ампу́дии (лат. Ampudii) — древнеримский неименитый плебейский род, предположительно, формийского происхождения. В сохранившихся источниках представители данного семейства фигурируют, начиная лишь со времён Союзнической войны (91—88 годы до н. э.) — конфликта между Римом и италиками, охватившего весь Апеннинский полуостров.
Из числа наиболее известных истории Ампудиев можно выделить следующих персоналий:
- Квинт Ампудий, сын Квинта (ум. после 89 до н. э[4][5].), из Эмилиевой трибы, участник Союзнической войны в 91—88 гг. до н. э., член военного совета (консилиума) при консуле Гнее Помпее Страбоне в ноябре 89 года до н. э[4][5].;
- Марк Ампудий, сын Нумерия (I в. до н. э[6][7][8][9].), предполагаемый сенатор[3], последовательно занимавший должности квестора[6][7], народного трибуна[6][8] и эдила[6][9], по одной из версий[10], в период принципата Августа. Согласно британскому учёному-антиковеду Тимоти Уайзмену[2], мог состоять в определённом родстве с предыдущим[1];
- Луций Ампудий (I в. до н. э[11].), имя содержит групповая надпись из Рима[11];
- Луций Ампудий (I в[12].), имя фигурирует в одной надписи из Рима, датируемой I половиной I века[12]. Возможно, идентичен предыдущему;
- Децим Ампудий, сын Децима, Басс (I в[13].), имя фигурирует в одной римской надписи[13];
- Децим Ампудий (I в[14].), имя встречается в римской групповой надписи[14]. Возможно, тождественен предыдущему;
- Гай Ампудий (II в[15].), брат и сонаследник некоего Гая Мессия, сына Гая, Фрукта, имя которого содержится в надписи из Капсы (провинция Африка[15]).